# 陳碧橋
陳碧橋（英語：CHAN PIK KIU, MICHAEL，—2022年12月25日），香港已故裁判官，生前審理香港多單轟動的案件，並因為被認為作出偏袒香港警察的決定，受部分市民批評。

## 生平
陳碧橋為皇仁書院及香港中文大學崇基學院(社會科學學士)畢業，倫敦大學法律學士、法律碩士，並於澳洲及英國等地擁有律師資格。曾任少年法庭裁判官、裁判法院裁判官、勞資審裁處審裁官、淫褻物品審裁處裁判官、死因裁判官及精神健康覆核審裁處主席。

## 公職
- 陳碧橋為香港學生輔助會小學校董[1]，又曾擔任香港學生輔助會主席。[2]
- 於2015年，陳獲委任為酷刑聲請上訴委員會委員（2015-2021）[3]。
- 2017年6月，陳參選香港中文大學校友評議會主席一職，參選期間曾被質疑之前患癌，能否應付主席一職，又被問及光復元朗示威中「以胸襲警」一案的判決問題。其後陳回應自己身體已經康復，判案時亦只是根據法律和證據判案。最終陳碧橋以1,144票擊敗獲709票的阮德添成為主席。[4][5]

## 事件及爭議
陳碧橋擔任死因裁判官長達11年，曾經審理多宗轟動一時的案件。其中，於徐步高槍擊案，陳碧橋為案件之死因裁判官，案件轟動一時，直到多年後仍然不時被人提起，而陳碧橋作為案件的裁判官亦不時被提及。。另外，於菲律賓人質事件及花園街大火等，陳亦為裁判官。不過，陳亦於部分案件中，被認為作出偏向警察的決定，令部分市民對其批評。

### 李婉儀自殺案中被性工作者組織批評
於2005年李婉儀自殺案中，性工作者李婉儀生前被警員邱樹明強逼免費嫖妓後被警察插贓嫁禍、誣告，以襲警罪拘捕，最終導致李婉儀最終自殺。事件引起部分公眾人士關注警察濫權及執法問題。不過，於死因庭聆訊期間，陳碧橋三番四次向陪審團強調本案無需就此作出建議，紫藤其後發表聲明批評陳碧橋，又指死因庭所作出的建議，往往能改善警方辦案的手法和程序，使更合乎公正無私，不偏不倚的原則，亦可避免悲劇再次重演，對陳碧橋的做法感到憤怒和失望。

### 對「光復元朗」示威者判決被批評
於2015年3月元朗一針對水貨客問題的示威者中，其中一名示威者吳麗英被一名男警員試圖拉扯她的手袋的背帶，但誤中吳的胸部，吳當時大叫非禮，但反被警方控告胸襲罪名，被捕時一面鮮血。至同年7月，陳碧橋裁定以胸部襲擊警員罪名成立，判處吳麗英入獄3個月15日。事件被部分傳媒形容為『笑翻國際』，包括英国卫报、每日邮报等国外报章，均调侃香港女性上街有随时被控『伤人罪』的可能。時事評論員桑普於評台撰文批評，談論案件事實，不論是控方或是辯方版本，均不可能構成襲警罪，指雙胸不會變成雙節棍，質疑陳碧橋心智是否正常。

#### 流行文化
此荒謬裁決間接引發業餘歌手王宗堯主唱二次創作歌曲《胸追人》（原曲︰古巨基《傷追人》）
另外，有一名熱血公民成員在網上發佈一張以槍靶瞄準陳的圖片表達不滿，其後警方以涉嫌「刑事恐嚇」的罪名拘捕製圖者。，而親中派立法議員梁美芬則稱讚陳碧橋面對壓力仍然維持原判值得讚揚，又要求追究法院外抗議人士。
吳麗英其後上訴，高等法院法官指審對各名被告的判罰過重，陳碧橋理應考慮是否適合判處社會服務令等非禁閉式判刑，最終撤消原本的判刑。近百名不滿判決的市民在法庭外高舉辱罵陳碧橋。
另外，同一場示威中，一名男性示威者被指兩度從後踢中警員的小腿，被陳碧橋裁定襲警罪成。但其後被告上訴，高等法院判被告上訴得直，高院法官又批評陳碧橋錯誤及不公允分析證供令定罪不穩妥。

### 對產後抑鬱被告判刑過重爭議
於2016年，陳碧橋於審理一宗產後抑鬱婦偷竊案時，裁定被告罪名成立，並判其入獄7個月。其後被告上訴至高等法院，高等法院法官其後指裁判官的口頭及書面判決有嚴重分歧、裁決理由有誤等，裁定婦人上訴得直，更批評指涉案的上衣價值僅百多元、上訴人對公眾沒有危險性，但裁判官將上訴人還柙以取得精神科報告，及後判對方入獄7個月的做法是明顯過重。

## 資料來源
1. 1 2   (PDF).   [2020-08-08].[]
2. ↑  .   [2020-08-08].
3. ↑  . 香港特別行政區保安局. 香港特別行政區政府.   [2020-08-07]. （原始内容存档于2021-05-13）.
4. ↑  . 明報. 2017-06-25  [2020-08-08]. （原始内容存档于2021-05-13）.
5. ↑  . 蘋果日報 (香港). 2017-06-24  [2020-08-08]. （原始内容存档于2021-05-13）.
6. ↑  . 明報. 2014-01-17  [2020-08-09]. （原始内容存档于2021-05-13）.
7. ↑  . 頭條日報. 2010-09-01  [2020-08-08].
8. ↑  . 香港獨立媒體網. 2015-07-30  [2020-08-08]. （原始内容存档于2020-11-01）.
9. ↑  .   [2020-08-08]. （原始内容存档于2021-05-13）.
10. ↑  . 香港獨立媒體網. 香港獨立媒體. 2005-11-12  [2020-08-08]. （原始内容存档于2019-09-02）.
11. ↑  紫藤. .   [2020-08-06]. （原始内容存档于2021-03-09）.
12. ↑  . RFI - 法国国际广播电台. 2016-08-29  [2020-09-10]. （原始内容存档于2020-03-19） （中文（简体））.
13. ↑  桑普. .   [2020-08-06]. （原始内容存档于2017-11-02）.
14. ↑  . 明報. 2015-08-15  [2020-08-08]. （原始内容存档于2021-05-13）.
15. ↑  . 香港獨立媒體網. 2015-08-04  [2020-08-08]. （原始内容存档于2015-09-27）.
16. ↑  甄樹基. . 法國國際廣播電台. 2016-08-29  [2020-08-08]. （原始内容存档于2020-03-19）.
17. ↑  歐子進. .   [2020-08-06]. （原始内容存档于2021-05-13）.
18. ↑  . 東方日報. 2015-07-31  [2020-08-08]. （原始内容存档于2021-05-13）.
19. ↑  . 立場新聞. 2016-06-30  [2020-08-08]. （原始内容存档于2019-08-21）.
20. ↑  . 蘋果日報 (香港). 2016-03-21  [2020-08-08]. （原始内容存档于2021-05-13）.